# São José do Sul
São José do Sul este un oraș în Rio Grande do Sul (RS), Brazilia.